# Meister des Bamberger Altars von 1429
Als Meister des Bamberger Altars (von 1429) wird ein gotischer Maler bezeichnet, der in der ersten Hälfte des 15. Jahrhunderts wohl in Nürnberg tätig war. Der namentlich nicht bekannte Künstler erhielt seinen Notnamen nach dem von ihm für die Franziskanerkirche in Bamberg geschaffenen Flügelaltar. Von diesem auf 1429 datierten Kreuzaltar gelangten fünf Tafelbilder nach Abbruch der Kirche 1810/1811 in das Bayerische Nationalmuseum.

## Stil
Obwohl der Meister des Bamberger Altars noch unter dem Einfluss der internationalen Gotik stand, nimmt sein Werk wie das des Meisters des Imhoff-Altars durch seine realistische und detaillierte Darstellung die Entwicklungen der Spätgotik voraus. Der Stil steht dem des Meisters des Deichsler-Altars nahe. Auch zeigt der Meister des Bamberger Altars den Einfluss des Meisters des Cadolzburger Altars, dessen Werk ihm anfänglich zugeschrieben war.

## Identifizierung
Der Meister des Bamberger Altars wird von manchen Kunsthistorikern mit dem Maler Meister Berthold aus dem Nürnberger Raum gleichgesetzt.

## Werke (Auswahl)
- Flügelaltar, 1429 (München, Bayerisches Nationalmuseum, Inv. Nr. MA 2625)[4]
- Maria gravida, um 1430/40 (Aachen, Suermondt-Ludwig-Museum, Inv. Nr. GK 304)